# كوداي إيهنوموتو
كوداي إيهنوموتو (باليابانية: 榎本 滉大) (5 نوفمبر 1994 في غونما في اليابان – )؛ هو لاعب كرة قدم كان يلعب كمدافع.

## وصلات خارجية
- كوداي إيهنوموتو على موقع رابطة كرة القدم اليابانية للمحترفين (اليابانية)
- كوداي إيهنوموتو على موقع قاعدة بيانات كرة القدم.إي يو (الإنجليزية)
- كوداي إيهنوموتو على موقع Soccerway.com (الإنجليزية)
- كوداي إيهنوموتو على موقع عالم كرة القدم.نت (الإنجليزية)